# Mass Effect Galaxy
Mass Effect Galaxy — игра, выпущенная для iPhone и iPod Touch 22 июня 2009 года и представляющая собой «историю между эпизодами», рассказывает о событиях, произошедших во вселенной Mass Effect без участия капитана Шепарда. Игра была удалена из App Store в 2012 году и больше недоступна для покупки. Согласно BioWare, для понимания сюжета Mass Effect 2 не обязательно проходить Mass Effect Galaxy.

## Геймплей
Основа игрового процесса игры — это шутер с видом сверху, а общая длина игры составляет около двух часов.
Персонаж управляется с помощью наклона устройства, а стрельба ведётся автоматически. Игрок следит за действием с видом сверху, а по мере продвижения по игре уровни становятся все более похожими на лабиринты. Врагов можно взять «в прицел», а главный герой может «замораживать» врагов, «взламывать» их щиты, и взрывать группы врагов. Сюжетные кат-сцены показываются в виде анимированных комиксов.

## Сюжет
Джейкоб Тейлор, отставной солдат Альянса, присоединяется к команде Шепарда во время событий Mass Effect 2. События Galaxy начинаются на борту «Арктурианский Нефрит». Игроку необходимо отбить атаку батарианских террористов. После прибытия на Цитадель Джейкоба находит его бывший командир, майор Дерек Изунами, и предлагает принять участие в расследовании волны преступлений батарианцев. Игроку нужно направиться на станцию «Картагена» и встретиться там с Мирандой Лоусон. Она предоставляет игроку информацию о возможной атаке на посла батарианцев, отправленного для заключения мирного договора с Альянсом Систем. Во время расследования главный герой посещает Тортугу, станцию Ан’Кедар и планету Бекке. Он узнаёт информацию о вирусе, который экстремисты собираются использовать. Так же выясняется, что настоящая цель террористов — Совет Цитадели, а посол не жертва, а исполнитель. Джейкоб отправляется на Цитадель, где успевает предотвратить теракт.

## Приём
| Иноязычные издания | Иноязычные издания |
| Издание            | Оценка             |
| ------------------ | ------------------ |
| IGN                | 5/10               |
| Pocket Gamer       | [ 6 ]              |
| VideoGamer         | 5/10               |

IGN оценила Mass Effect Galaxy на 5 баллов из 10, отметив что игра вышла «поспешной», с «неуклюжим управлением и повторяющимся экшеном». Положительно выделяется художественный стиль, однако, анимации кат-сцен получились «слабые». В заключение рецензент советует «избежать эту невеселую и неинтересную игру».
Трейси Эриксон из Pocket Gamer отмечает, что игра является «скучным спин-оффом». В рецензии подчёркивается, что «боевые сцены не приносят ни малейшего удовольствия и только мешают единственной занимательной части игры — интерактивным разговорам».
Крис Холт из MacWorld сравнил Mass Effect Galaxy со Star Wars Holiday Special: «поспешная, ущербная и, по сути, просто плохо сделанная имитация» одной из самых известных игр Electronic Arts.